# Сент-Мартинс
Сент-Мартинс (англ. St Martin's Island, корн. Brechiek) — один из пяти обитаемых островов архипелага Силли.
Площадь острова — всего 237 га. Во время отлива остров соединяется с островом Уайт. Сент-Мартинс — самый северный из обитаемых островов Силли.